# Diademrotschwanz
Der Diademrotschwanz (Phoenicurus moussieri) ist eine Vogelart aus der Gattung der Rotschwänze. Die Art ist heimisch in Nordwestafrika.

## Beschreibung

### Aussehen
Wie alle Rotschwanz-Arten weist der Diademrotschwanz einen stark ausgeprägten Geschlechtsdimorphismus auf: Das etwa 13 Zentimeter große Männchen hat einen schwarzen Kopf mit einem breiten weißen Streifen, der über dem Auge und seitlich am Hals hinunter verläuft. Die Oberseite ist schwarz bis auf eine weiße Flügelbinde, der Schwanz ist satt kastanienbraun. An der Unterseite ist es satt orangerot gefärbt.
Kopf und Oberseite des kleineren, kurzschwänzigeren Weibchens sind fahlbraun; die Unterseite ist in einem fahleren Orange als beim Männchen gefärbt, jedoch im Allgemeinen stärker rot als die Unterseite des ähnlich aussehenden, aber etwas größeren Weibchen des Gartenrotschwanzes.

### Gesang
Der Gesang des Männchens besteht aus einer Mischung aus kratzenden Geräuschen und svii-svii-Tönen. Der Ruf ist ein klagendes, einsilbiges hii.

## Lebensraum und Verbreitung
Der Diademrotschwanz lebt und brütet als endemischer Standvogel im Atlas-Gebirge in Nordwest-Afrika.
Der Lebensraum dieser Vogelart sind lichte Waldgebiete in felsigen Gebirgsregionen in bis zu 3000 Meter Höhe.

## Lebensweise
Die Ernährungsweise des Diademrotschwanzes entspricht der der Fliegenschnäpper, das heißt, er macht von einem Ansitz aus Jagd auf vorbeifliegende Insekten.
Der Diademrotschwanz baut sein Nest im Gebüsch oder auf dem Erdboden; das Gelege besteht in der Regel aus drei bis sechs Eiern.

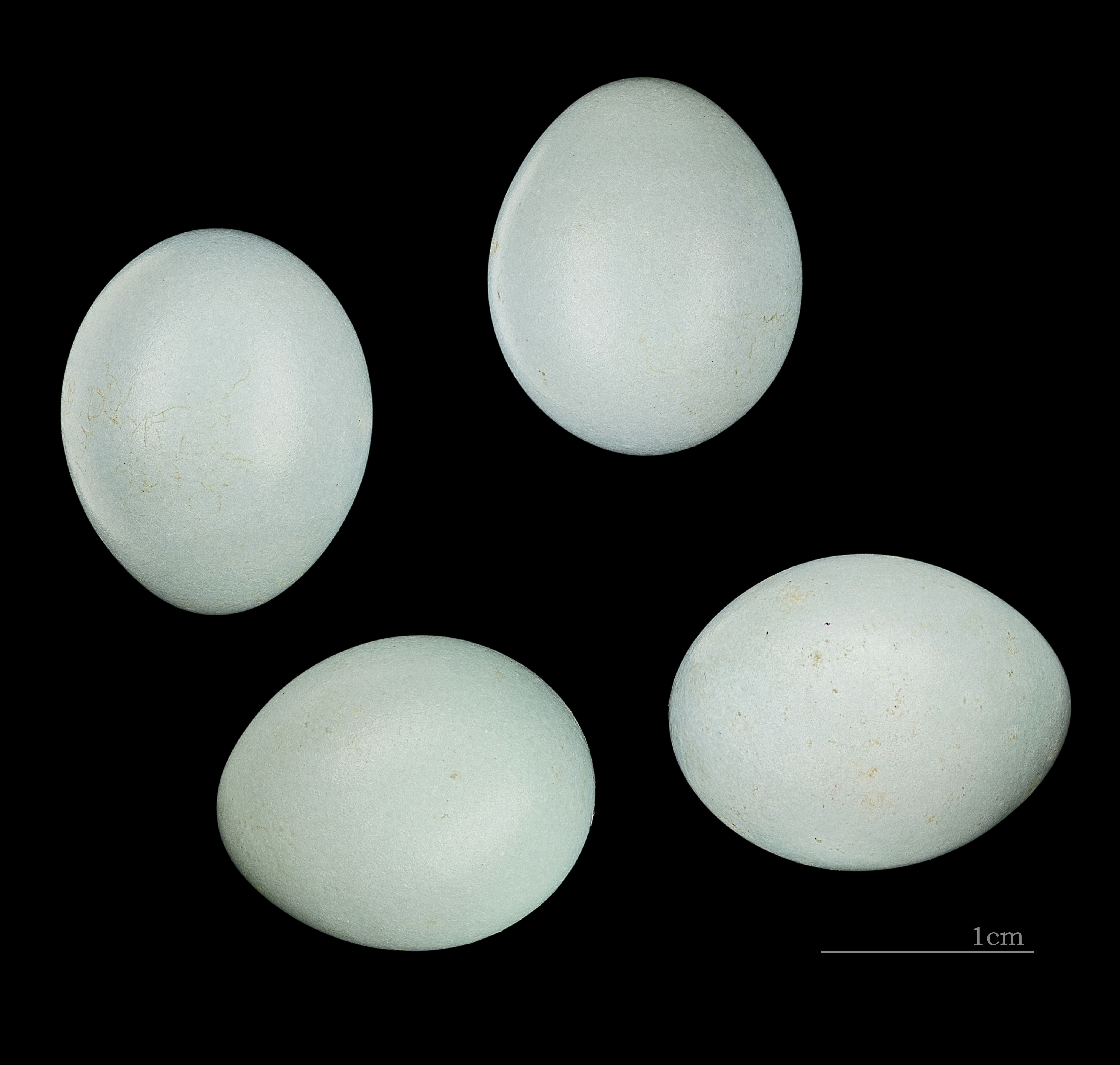
Phoenicurus moussieri

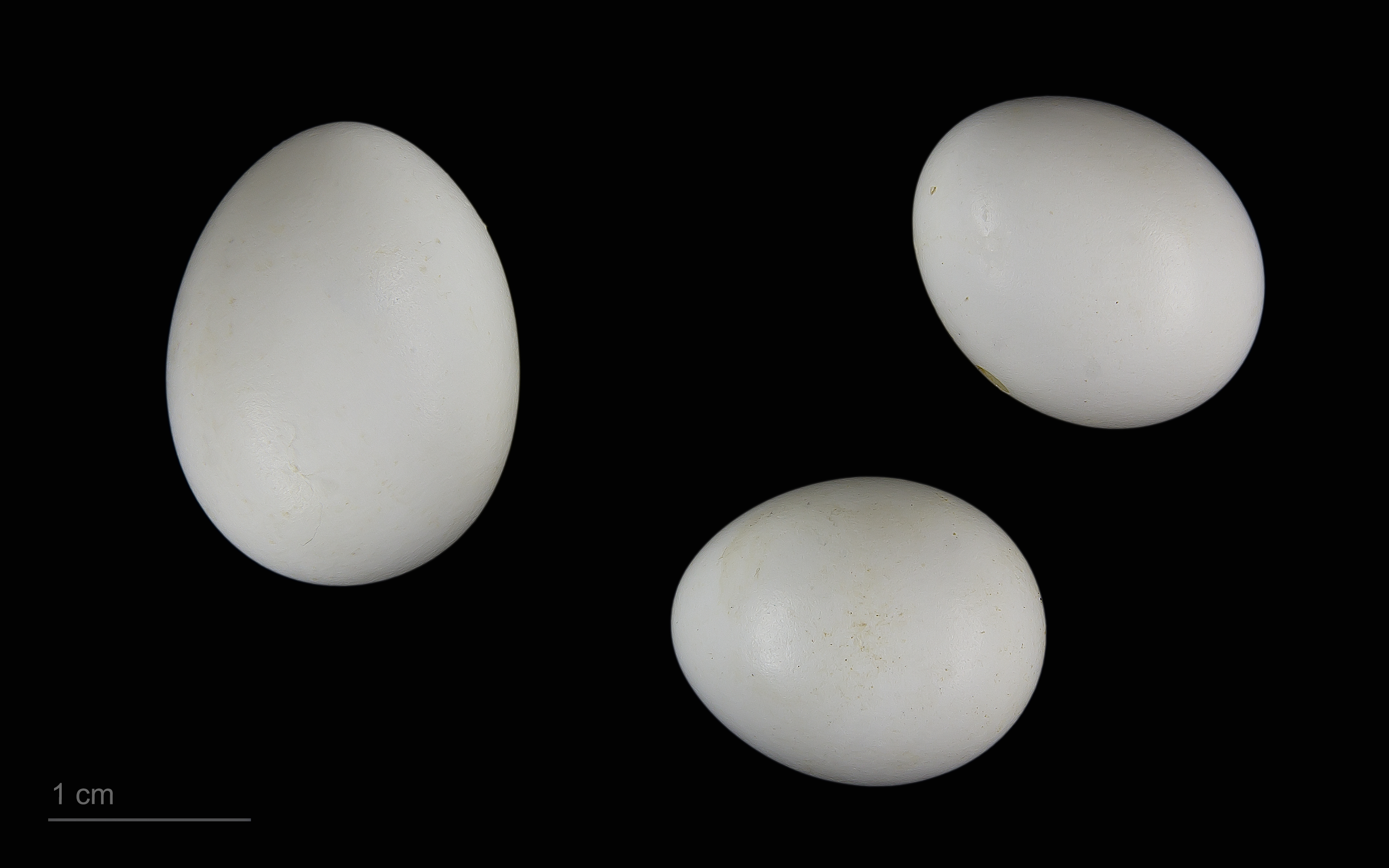
Links: Cuculus canorus bangsi rechts: Phoenicurus moussieri, Sammlung Museum von Toulouse

## Systematik
Die Verwandtschaftsbeziehungen dieser Spezies sind unklar: Sowohl die Biogeographie als auch das Farbmuster ist eigenartig. Nach diesen Gesichtspunkten beurteilt, scheint der Diademrotschwanz näher mit dem Hausrotschwanz als mit anderen Arten dieser Gattung wie dem Gartenrotschwanz verwandt zu sein.